# Revista Brasileira de Estudos Pedagógicos
A Revista Brasileira de Estudos Pedagógicos é um periódico científico editado pelo Instituto Nacional de Estudos e Pesquisas Educacionais Anísio Teixeira (INEP). Publicada desde seu lançamento em 1944, faz parte da Coleção do Scielo e está indexada em vários indexadores como Latindex e DOAJ.
Na avaliação do Qualis realizada pela CAPES, este periódico foi classificado no extrato A1 para a área de Ensino.